# Canal 13 Concepción
Canal 13 Concepción fue una estación de televisión abierta chilena afiliada a Canal 13 que emitía exclusivamente para las ciudades de Concepción y Talcahuano. Desde mayo de 2019 solo se generan contenidos para redes sociales y T13 Móvil. Su sede y estudios se ubicaban en la calle Aníbal Pinto 509, piso 14, en la ciudad de Concepción, en la Región del Biobío.

## Historia

### Primera etapa (1973-1996)

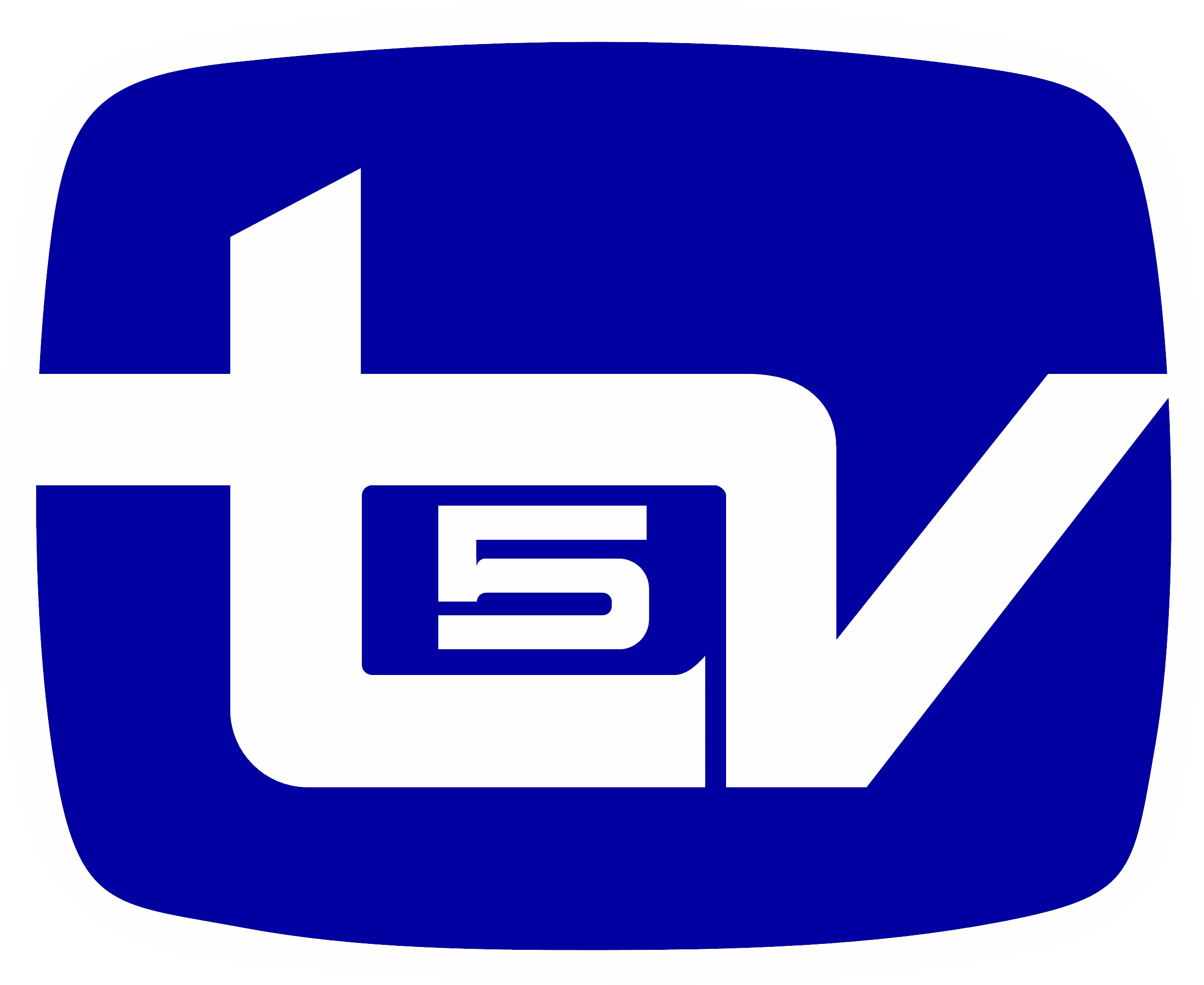
Logotipo de Canal 5, 1973-1996.

La llegada de Canal 13 a Concepción se logró luego de una intensa campaña de recolección de fondos realizada entre 1972 y 1973, con tal de instalar una antena repetidora en la ciudad. La población debió adquirir «Bonos de Cooperación» con tal de aportar dinero a la televisora para que ésta pudiera instalar la antena.
Las transmisiones se iniciaron oficialmente el 8 de febrero de 1973 —siendo un episodio del dibujo animado El correcaminos el primer programa exhibido—, las que el gobierno de Salvador Allende consideró ilegales ya que en aquel tiempo no se entregaban concesiones a las universidades fuera de su área de influencia ya que no tenían derecho según la ley de tener cobertura nacional; sin embargo el canal pudo mantenerse por apoyo de la ciudadanía de Concepción y Talcahuano, así como también el Consejo Nacional de Televisión dictaminó el 1 de marzo de ese año que la extensión de Canal 13 hacia otras provincias se encontraba dentro del marco legal vigente. Los estudios de Canal 5 (como se conocía en la ciudad a Canal 13) se encontraban en la sede del Arzobispado de Concepción, mientras que la planta transmisora se encontraba en el Palacio del Deporte de Talcahuano. El 8 de marzo de 1973 debutó en pantalla Sandra Garretón Pettinelli, primera locutora de continuidad del canal.
Durante marzo de 1973 la señal de Canal 5 sufrió una serie de interferencias, producto de un oscilómetro y un ondámetro instalados en la Dirección de Servicios Eléctricos y Gas de Concepción, ubicada en la esquina de las calles Freire y Lincoyán. En la madrugada del 19 de marzo de 1973, una cuadrilla del Frente Nacionalista Patria y Libertad liderada por Michael Townley accedió al lugar, ante lo cual fueron sorprendidos por Jorge Henríquez González, a quien amordazaron y finalmente falleció por estrangulamiento. Posteriormente la investigación judicial involucraría al sacerdote Raúl Hasbún, en ese entonces director de Canal 13, como autor intelectual de la acción destinada a sustraer los equipos y que resultó con la muerte de Jorge Henríquez.
El 16 de septiembre de 1975 el Canal 5 inauguró un nuevo transmisor de 1000 watts —fabricado en Estados Unidos— y una nueva antena de 32 metros de altura, ambos instalados en el cerro Centinela de Talcahuano, ampliando con ello el alcance de sus transmisiones. El transmisor sería posteriormente reemplazado el 16 de diciembre de 1982 por un nuevo equipo de 5 kilovatios de potencia, fabricado en Japón.
En sus inicios y hasta en los años 1980, Canal 5 transmitía la programación del Canal 13 de Santiago con una semana de retraso entre los que se contaban Sábados Gigantes, Noche de gigantes, Almorzando en el trece, dibujos animados, series, películas, y telenovelas nacionales y brasileñas. En 1982 se decide transmitir los programas antes mencionados y el noticiario Teletarde en directo (vía microondas) desde Santiago, además de los eventos deportivos que ya de antes se transmitía en directo. El resto de la programación como las telenovelas (nacionales y brasileñas), películas, series y la franja cultural de los días jueves seguían transmitiendo en diferido hasta finales de la década cuando se decide que la programación se transmita completamente en directo de Santiago con excepción del noticiero Telecinco, Teletiempo regional y las tandas publicitarias locales.
El 30 de julio de 1986, la sede de Canal 5 se trasladó a un edificio propio —diseñado por los arquitectos Eduardo San Martín, Patricio Wenborne y Enrique Browne, quienes también diseñaron el Centro de Televisión de Canal 13 en Santiago—, ubicado en la intersección de las calles Ongolmo con Las Heras, en un terreno de 1500 m² con 500 m² construidos, incluyendo un estudio de 90 m², sala de prensa, laboratorio, talleres, salas de control, oficinas, casino, locutorio, y un grupo electrógeno entre otros. Para aquel momento el canal contaba con 23 funcionarios permanentes y 10 temporales.
Durante los años que duró Canal 5, destacó su noticiero, llamado Telecinco, que se emitía en reemplazo de Teletrece para la ciudad de Concepción y Provincia de Arauco en donde era muy sintonizado en la zona ya que se sentían más identificados y representados por lo cual era más visto que los noticieros de TVN como 60 minutos; lo que además después del noticiario se transmitía el informe del tiempo llamado Teletiempo regional que contaba con el auspicio de Lan Chile; y por último durante la primera mitad de los años 80 después de Telecinco era emitido el concurso Telebingo, que era un microespacio en donde se sorteaban diariamente los números de cartón del juego de azar que se vendían en los quioscos de la intercomuna y sus alrededores, y era organizado por el Club de Leones de Concepción. Además, cuando se realizaban sorteos de la Lotería de Concepción, la señal nacional de Canal 13 conectaba en directo (vía microondas) con Canal 5 para informar de los resultados. Las ciudades de Chillán y Los Ángeles recibían íntegra la señal de Canal 13 de Santiago. 
La señal local de Canal 13 cesó sus transmisiones el 13 de noviembre de 1996, y a partir de ese momento se incorporó a las transmisiones nacionales de la señal por tiempo completo.

### Segunda etapa (2004-2019)

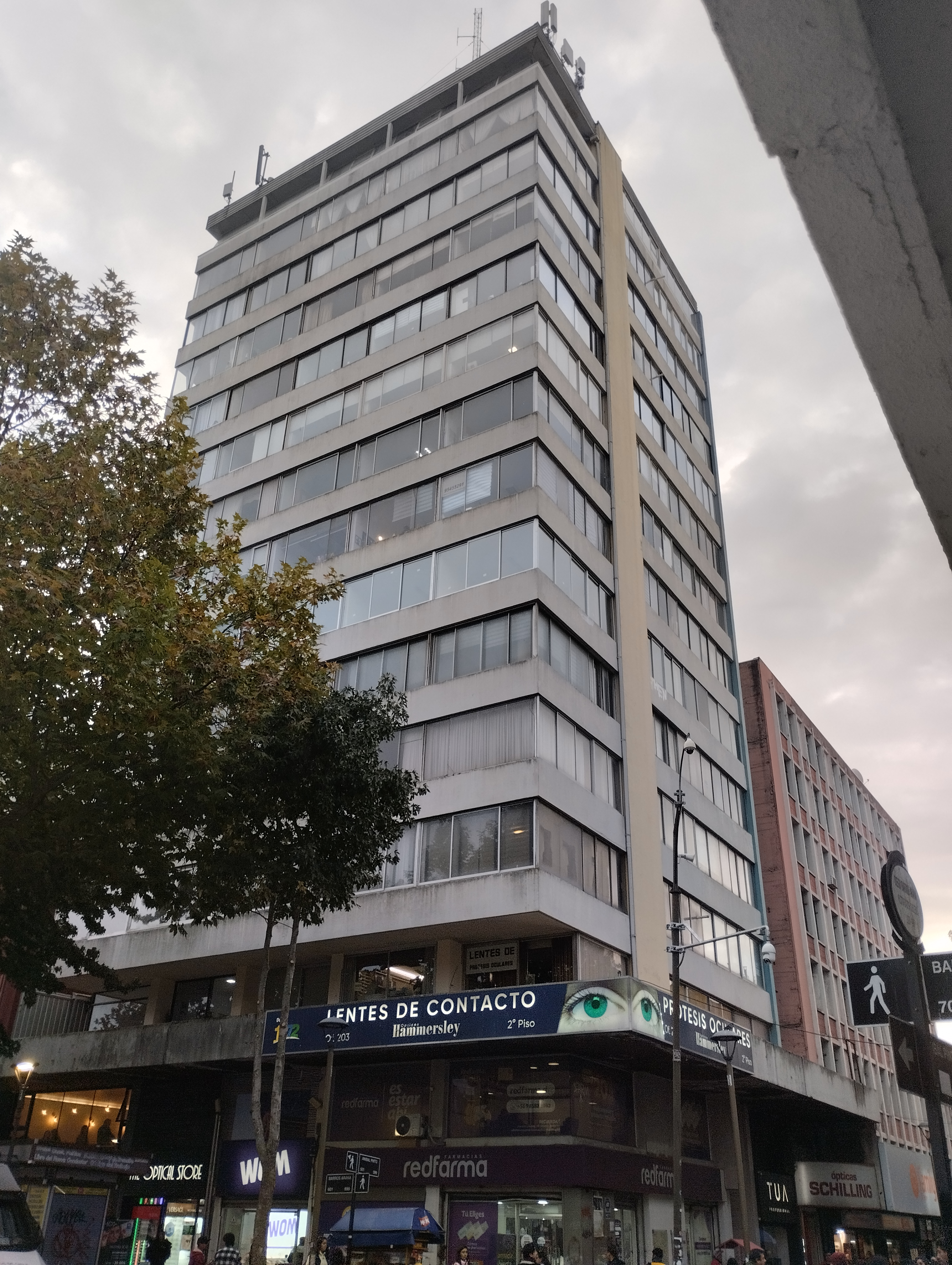
Edificio Pedro de Valdivia, en calle Aníbal Pinto esquina Barros Arana, lugar donde funcionó el canal hasta 2019, en el piso 14. Actualmente aquí opera la señal local de T13 Radio.

En agosto de 2004, Canal 13 decide reactivar su señal local en Concepción, emitiendo su nuevo noticiero local, esta vez titulado Teletrece Concepción. Posteriormente Canal 13 abriría nuevas estaciones locales en las ciudades de Antofagasta, Valparaíso y Temuco. Las sedes de Antofagasta y Temuco fueron cerradas en abril de 2009. 
El 30 de julio de 2014 fue anunciado el cierre de Canal 13 Concepción para el día 29 de agosto, sin embargo una serie de protestas y movilizaciones por parte de los penquistas hicieron que Canal 13 revirtiera su decisión y mantuviera la señal regional al aire. Sin embargo, Teletarde Concepción no volvió al aire, quedando solo la edición central.
Hasta mayo de 2019 ofrecía un noticiero local y publicidad en las desconexiones nacionales de Canal 13. Emitía 20 a 25 minutos de noticias luego de Teletrece.
Durante las emisiones de las ediciones nacionales de Teletrece, también se han realizado enlaces en directo con la sede en Concepción, donde se repasan las principales informaciones acontecidas en la zona. A mediados de mayo de 2019 Canal 13 dejó de emitir el noticiero de Concepción en su señal abierta para la Región del Biobío, despidiendo también a parte del personal que laboraba en la ciudad, dejando solamente a algunos profesionales para generar contenidos en su señal en línea (T13 Móvil).

## Programas
- Teletrece Concepción (informativo) (2004-2019)
- Teletarde Concepción (informativo) (2005-2014)
- El Tiempo Concepción (informe del tiempo) (2005-2019)

### Programas anteriores
- Buenas Tardes (conversación) (1974-1975)
- Campanil Universitario (cultural)[14]
- El rincón del Tío Álvaro (infantil)[15]
- Réplica Concepción (debate) (2005)
- Telebingo (concurso) (22 de septiembre de 1980-1987)
- Telecinco (informativo) (1973-noviembre 1996)
- Teletiempo regional (informe del tiempo) (1978-1994)

## Directores-gerentes
- 1973-1975. Carlos de la Sotta Ibacache
- 1975-1990: Andrés Egaña Respaldiza
- 1990-1996: Ernesto Montalba Rencoret